# Aimé Dubois
Pour les articles homonymes, voir Dubois.
Aimé Alfred Dubois est un homme politique français né le 8 juillet 1834 à Paris et mort le 31 mars 1913 dans le 16e arrondissement de Paris. 
Riche propriétaire, il est maire de Fécamp de 1874 à 1878 et de 1882 à 1884, et député de la Seine-Maritime de 1876 à 1878, siégeant à droite. Réélu en 1877 mais invalidé l'année suivante, il est battu par Paul Casimir-Perier, face à qui il échouera de nouveau en 1881 et 1885.
En 1882, il est autorisé à ajouter le nom de sa mère, Chefdebien, à son nom patronymique.

## Sources
- « Aimé Dubois », dans Adolphe Robert et Gaston Cougny, Dictionnaire des parlementaires français, Edgar Bourloton, 1889-1891 [détail de l’édition]
- « Alfred Dubois », dans Jean-Pierre Chaline (dir.) et Anne-Marie Sohn (dir.), Dictionnaire des parlementaires de Haute-Normandie sous la Troisième République, Rouen, Publications de l'Université de Rouen, 2000 (ISBN 2-87775-294-1, BNF 37204299)